# Кијевци (Градишка)
Кијевци су насељено мјесто на подручју града Градишка, Република Српска, БиХ. Према попису становништва из 1991. у насељу је живјело 381 становника.

## Историја
Овде се налазио Манастир Карановац.

## Становништво
Према попису становништва из 1991. године, мјесто је имало 381 становника.
| Демографија | Демографија | Демографија |
| Година      | Становника  | Становника  |
| ----------- | ----------- | ----------- |
| 1961.       | 617         |             |
| 1971.       | 624         |             |
| 1981.       | 519         |             |
| 1991.       | 382         |             |